# Hydrosaurus amboinensis
Hydrosaurus amboinensis és una espècie de sauròpsid (rèptil) escatós de la família dels agàmids que habita a Indonèsia i Nova Guinea.